# Ludovico Einaudi
Pour les articles homonymes, voir Einaudi.
 (juin 2021).
Ludovico Einaudi, né le 23 novembre 1955 à Turin, est un compositeur et pianiste italien.

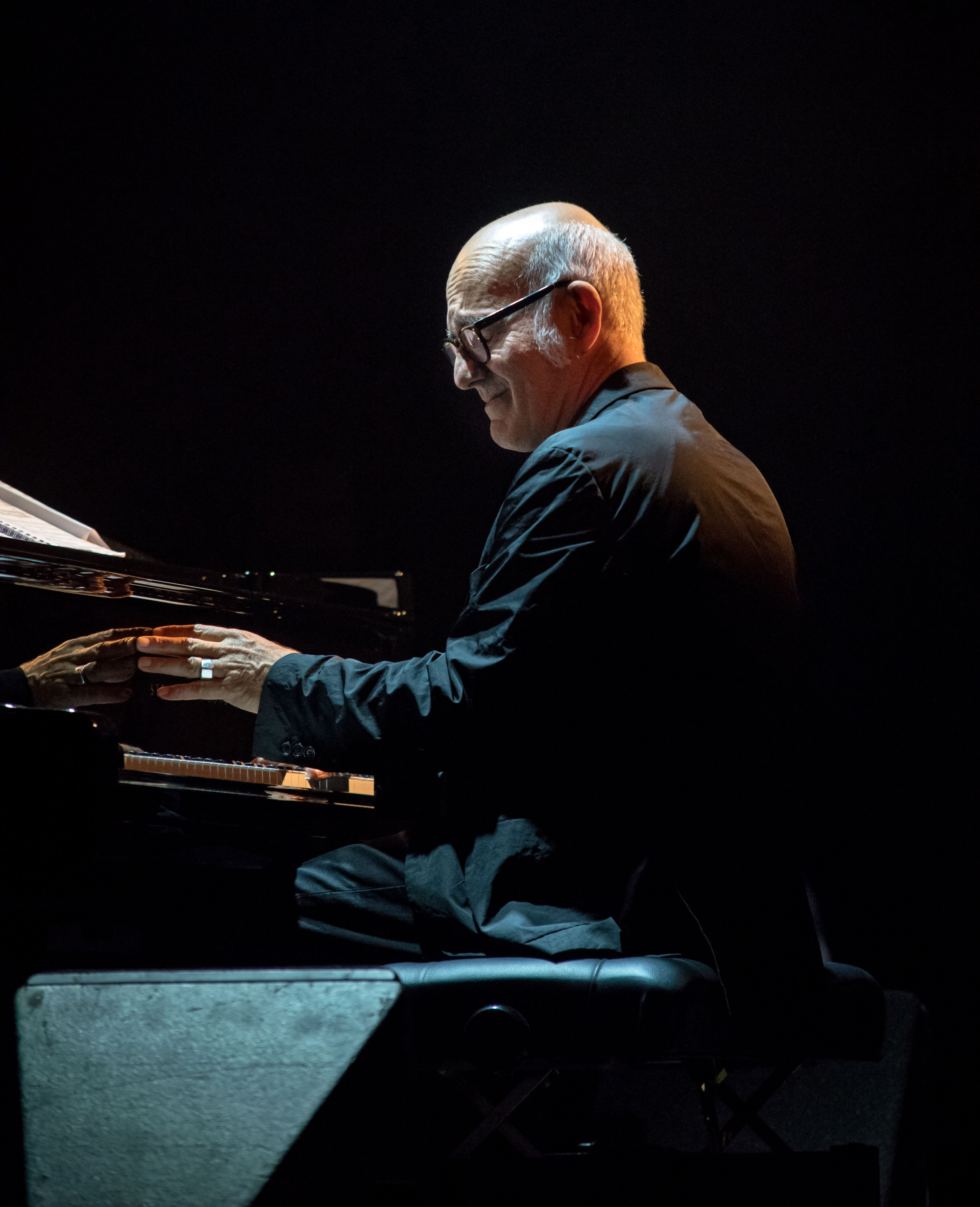
Ludovico Einaudi au Zelt-Musik-Festival 2016 de Fribourg-en-Brisgau.

## Biographie
Ludovico Einaudi est initié à la musique par sa mère, Renata Aldrovandi qui lui donne le goût du piano. Il commence son apprentissage musical au conservatoire Giuseppe Verdi de Milan où il décroche un diplôme en composition. Ensuite, il étudie avec Luciano Berio. 
Sa carrière a commencé dans les années 1990 avec The Waves (1996). Il a composé la bande originale de plusieurs films.
Son album, Una Mattina, est arrivé en tête du classement classique au Royaume-Uni.
Son œuvre, Divenire, est disque d'or en Italie, et Nightbook en 2009 s'est vendu à plus de 700 000 exemplaires en Europe.
En juin 2016 il interprète le morceau Elegy for the Arctic sur une plateforme flottante dans l'océan Arctique pour soutenir l'opération « Save the Arctic » de Greenpeace,,.
Les 13 et 14 juin 2017, durant la saison d'été du Teatro dell'Opera di Roma aux Thermes de Caracalla, Ludovico Einaudi est venu exécuter les deux seules représentations italiennes de son Elements Tour. Comme en 2015, date à laquelle il a présenté son album précédent In a Time Lapse, le pianiste et compositeur turinois était entouré de ses musiciens Federico Mecozzi au violon, Redi Hasa au violoncelle, Alberto Fabris à la basse électrique et à l'électronique temps réel, Riccardo Laganà aux percussions et Francesco Arcuri à la guitare. 
Cette même année 2017, au Royaume-Uni, Ludovico Einaudi se classe en 15e position du classement « Les albums classiques officiels les plus vendus au Royaume-Uni ces 25 dernières années ».
En 2020, sa musique est utilisée dans les films Nomadland et The Father.
Son père, Giulio Einaudi, est l'éditeur et fondateur de la maison d'édition Einaudi et son grand-père, Luigi Einaudi, a été Président de la République italienne de 1948 à 1955. Son grand-père maternel Waldo Aldrovandi est quant à lui un pianiste et compositeur ayant quitté l'Australie après la Seconde Guerre mondiale.

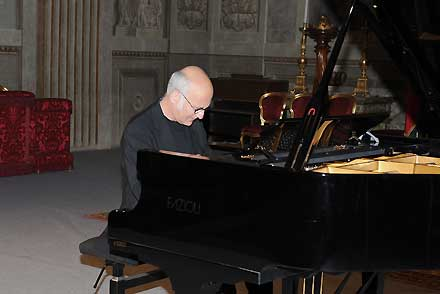
Ludovico Einaudi.

## Distinctions musicales
Ludovico Einaudi a obtenu les prix suivants pour la qualité de composition de ses bandes originales de film :
- Echo Klassik Preis pour Hors du monde (Fuori dal mondo)[8]"
- Prix de la musique italienne pour Luce dei miei occhi de Giuseppe Piccioni[8],
- Gold Word Medal New York Film Festival pour Doctor Zhivago de Giacomo Campiotti[8],
- Best Filmscore Avignon Festival pour Sotto falso nome de Roberto Andò[8],
- Music Nomination BIfa pour This Is England de l'anglais Shane Meadows[8].
- 2013 : Prix Vittorio De Sica pour sa contribution exceptionnelle à la musique de films remis par le président de la république italienne Giorgio Napolitano[2].

## Discographie
- L’album Nightbook s’est vendu à plus de 750 000 disques dans toute l'Europe[8]
- L’album Divenire a été son premier disque d’or en Italie. 13 années après sa sortie, l’album est à la 19e place du classement détaillé 2019 des 50 albums de Jazz les plus vendus en France est établie par le Syndicat national de l'édition phonographique (SNEP)[9].

### Albums studio
- 1988 : Time Out (ballet)
- 1992 : Stanze (harpe)
- 1995 : Salgari (ballet)
- 1996 : Le onde (piano)
- 1999 : Eden Roc (piano, cordes)
- 2001 : I Giorni (piano)
- 2003 : Diario Mali (piano, kora)
- 2004 : Una Mattina (piano, violoncelle)
- 2006 : Divenire (piano, quatuor à cordes)
- 2009 : Cloudland (piano, musique électronique) du groupe Whitetree
- 2009 : Nightbook (piano, musique électronique)
- 2013 : In a Time Lapse (piano, musique électronique)
- 2015 : Taranta Project (piano, musique électronique, orchestre)
- 2015 : Elements (piano, musique électronique, orchestre)
- 2019 : Seven Days Walking ( Day 1 ) (piano, violon, violoncelle)
- 2019 : Seven Days Walking ( Day 2 ) (piano, violon, violoncelle)
- 2019 : Seven Days Walking ( Day 3 ) (piano, violon, violoncelle)
- 2019 : Seven Days Walking ( Day 4 ) (piano, violon, violoncelle)
- 2019 : Seven Days Walking ( Day 5 ) (piano, violon, violoncelle)
- 2019 : Seven Days Walking ( Day 6 ) (piano, violon, violoncelle)
- 2019 : Seven Days Walking ( Day 7 ) (piano, violon, violoncelle)
- 2022 : Underwater (piano solo)
- 2025 : The Summer Portraits

### Albums en public
- 2003 : La Scala: Concert 03 03 03
- 2007 : Live in Berlin
- 2007 : iTunes Festival: London 2007
- 2009 : Live In Prague
- 2010 : The Royal Albert Hall Concert
- 2011 : La notte della Taranta 2010
- 2013 : iTunes Festival: London 2013
- 2014 : In a Time Lapse Tour (DVD)
- 2016 : Elements, Special Tour Edition

### Bandes originales
- 1998 : Giorni Dispari
- 1999 : Hors du monde (Fuori dal mondo)
- 2001 : Alexandreia
- 2001 : Luce dei miei occhi
- 2001 : Le parole di mio padre
- 2002 : Doctor Zhivago
- 2004 : Sotto falso nome
- 2011 : Intouchables
- 2014 : Les Héritiers
- 2014 : Samba
- 2020 : Nomadland
- 2020 : The Father
- 2023 : La Petite
- 2023 : La Tresse

### Compilations
- 2003 : Echoes - The Einaudi Collection
- 2010 : I primi capolavori
- 2011 : Islands - Essential Einaudi
- 2020 : 12 Songs From Home
- 2020 : Undiscovered
- 2021 : Cinéma
- 2023 : Undiscovered II

### Remixes
- 2002 : Table Vs Ludovico Einaudi du groupe Table
- 2013 : In a Time Lapse, The Remixes
- 2016 : Elements, Remixes

### Singles
- 1998 : Ultimi fuochi
- 2001 : Blusound
- 2016 : Elegy for the Arctic

## Cinéma, télévision et théâtre
Plusieurs de ses compositions ont servi pour la bande sonore de différents films ou séries :  
- Trois titres de l'album Le Onde font partie de la bande originale d'Aprile (1998) de Nanni Moretti.
- La bande sonore de Zeno (Le parole di mio padre, 2001) de Francesca Comencini fut composée par l'artiste.
- La bande sonore complète de la mini-série anglaise Doctor Zhivago (en) (2002) fut entièrement composée par l'artiste.
- Le morceau Nuvole Bianche est utilisé dans Insidious  (2011) pour la scène du tourne-disque ainsi que dans l'épisode pilote de la série Derek créée par Ricky Gervais, diffusé en avril 2012, comme musique de fin d'épisode et dans la publicité pour la loterie de noël Espagnole Sorteo de navidad pour la version 2015.
- Plusieurs morceaux sont présents dans This Is England (2006) de Shane Meadows et dans ses suites télévisuelles This Is England '86, This Is England '88 et This Is England '90, comme Fuori dal mondo, Dietro casa, Nuvole Bianche, Ritornare, Berlin Song ou Experience.
- Intouchables (2011) d'Olivier Nakache et Éric Toledano reprend plusieurs de ses titres : L'origine nascosta , Una Mattina, Fly, Writing Poems ou Cache cache.
- Fly est également utilisé dans la bande-annonce de J. Edgar (2011) de Clint Eastwood et dans le générique de Doctor Foster.
- Primavera est utilisé comme générique du programme court Un objet, un exploit diffusé sur France 2 à l'occasion des Jeux Olympiques de Londres en 2012.
- Le morceau Ascolta est utilisé dans un épisode de la série Stargate Universe (saison 2, épisode 8).
- Life a été utilisé dans la bande-annonce française du film La voleuse de livres (2013).
- Divenire est utilisé dans la bande-annonce du film Grace de Monaco d'Olivier Dahan, qui a fait l'ouverture de la 67e édition du Festival de Cannes.
- Experience est utilisé dans le film Mommy de Xavier Dolan, nommé à Cannes en 2014. Ce morceau est aussi utilisé dans la bande-annonce du film Samba (film, 2014) d'Éric Toledano et Olivier Nakache et dans la dernière scène de la série Sense8 (saison 2, épisode 12), 2018. Le metteur en scène Michel Schweizer l'utilise également dans sa pièce BôPeupl.
- Nuvole Bianche et Lady Labyrinth sont utilisés dans le film Les Héritiers (2014) de Marie-Castille Mention-Schaar.
- Una Mattina et Oltremare sont utilisés dans le documentaire biographique retraçant la vie de Marlon Brando, Listen to Me Marlon (2015).
- Run de l'Album In a Time Lapse est utilisé dans la bande-annonce du film Réparer les vivants (2016), dans la bande-annonce de Juste la fin du monde (2016) de Xavier Dolan et dans le film Samba.
- Logos (de l'album Elements) est utilisé pour la bande-annonce du film Nocturnal animals (2017).
- Eros peut être entendu dans la bande-annonce du film Black Swan (2010).
- Oltremare est utilisée dans le générique de fin de Nomadland
- La bande audio du film La Tresse (2023).

## Publicité
Plusieurs de ses œuvres ont été utilisées dans des publicités : 
- Dans le clip TF1 de la coupe du monde 2014 au Brésil, la mélodie de fond est Primavera.
- Orange, groupe international de services en télécommunications (ex-France Télécom), a choisi sa mélodie Divenire, faite au piano et accompagnée d'un violon, pour sa campagne de communication télévisuelle 2009-2010 sur les mots à double sens[10] puis, en 2013, avec sa mélodie Run.
- À l'occasion des Jeux olympiques de Londres 2012, cette même mélodie a été utilisée par Procter & Gamble dans sa campagne « Le plus beau métier » rendant hommage à la maternité.
- Le Resort de Terre Blanche a utilisé la mélodie Divenire pour sa nouvelle campagne de communication institutionnelle 2013.
- Sony a utilisé Primavera pour la campagne publicitaire de la PlayStation 3 diffusée principalement au cinéma, publicité notamment destinée à promouvoir le blu-ray.
- Lancôme, maison de cosmétiques et de produits de luxe, utilise le titre Experience pour sa campagne publicitaire du produit Advanced Génifique en 2015.
- La Sécurité Routière a choisi la mélodie Fly dans une de ses campagnes de sensibilisation, en 2015.
- Pour fêter ses 50 ans, Krys a choisi, pour sa publicité la mélodie Run de l'Album In A Time Lapse, en 2016.